# Anopheles galvaoi
Anopheles galvaoi este o specie de țânțari din genul Anopheles, descrisă de Causey, Deane și Deane în anul 1943. Conform Catalogue of Life specia Anopheles galvaoi nu are subspecii cunoscute.